# Kvalifikace na Mistrovství Evropy ve fotbale 2024 – skupina G
Skupina G kvalifikace na mistrovství Evropy ve fotbale 2024 byla jednou z 10 kvalifikačních skupin na tento šampionát. Přímý postup na závěrečný turnaj si zajistily první 2 týmy. Na rozdíl od předchozích evropských kvalifikací do baráže nepostoupily týmy na základě pořadí v kvalifikační skupině, ale podle konečného žebříčku v jednotlivých skupinách (ligách A–D) Ligy národů UEFA 2022/2023.

## Výsledky
| Legenda                                                                         |
| ------------------------------------------------------------------------------- |
| Vítěz skupiny a druhý v pořadí postupující přímo na šampionát                   |
| Týmy postupující do baráže o účast na šampionátu                                |
| V křížové tabulce vpravo je domácí tým v levém sloupci, hostující v horní řadě. |

### Tabulka
| Tým        | Z | V | R | P | VG | IG | +/- | B  |
| ---------- | - | - | - | - | -- | -- | --- | -- |
| Maďarsko   | 8 | 5 | 3 | 0 | 16 | 7  | +9  | 18 |
| Srbsko     | 8 | 4 | 2 | 2 | 15 | 9  | +6  | 14 |
| Černá Hora | 8 | 3 | 2 | 3 | 9  | 11 | -2  | 11 |
| Litva      | 8 | 1 | 3 | 4 | 8  | 14 | -6  | 6  |
| Bulharsko  | 8 | 0 | 4 | 4 | 7  | 14 | -7  | 3  |

|            | Maďarsko | Srbsko | Černá Hora | Litva | Bulharsko |
| ---------- | -------- | ------ | ---------- | ----- | --------- |
| Maďarsko   | —        | 2:1    | 3:1        | 2:0   | 3:0       |
| Srbsko     | 1:2      | —      | 3:1        | 2:0   | 2:2       |
| Černá Hora | 0:0      | 0:2    | —          | 2:0   | 2:1       |
| Litva      | 2:2      | 1:3    | 2:2        | —     | 1:1       |
| Bulharsko  | 2:2      | 1:1    | 0:1        | 0:2   | —         |

## Zápasy
Zápasy byly potvrzeny UEFOU 10. října 2022, den po losu skupin. Časy jsou uvedeny v SEČ a SELČ (lokální časy, pokud jsou odlišné, v závorkách).
| 24. března 2023 18:00 (19:00 UTC+2) |        |              |                                                                 |
| Bulharsko                           | 0 : 1  | Černá Hora   | Ludogorec Arena, Razgrad diváci: 9 234 rozhodčí: Aliyar Aghayev |
|                                     | Zpráva | 70' Krstović | Ludogorec Arena, Razgrad diváci: 9 234 rozhodčí: Aliyar Aghayev |

| 24. března 2023 20:45  |        |       |                                                                        |
| Srbsko                 | 2 : 0  | Litva | Stadion Rajko Mitić, Bělehrad diváci: 21 125 rozhodčí: Lawrence Visser |
| Tadić 16' Vlahović 53' | Zpráva |       | Stadion Rajko Mitić, Bělehrad diváci: 21 125 rozhodčí: Lawrence Visser |

| 27. března 2023 20:45             |        |           |                                                                  |
| Maďarsko                          | 3 : 0  | Bulharsko | Puskás Aréna, Budapešť diváci: 53 000 rozhodčí: Halil Umut Meler |
| Vécsei 7' Szoboszlai 26' Ádám 39' | Zpráva |           | Puskás Aréna, Budapešť diváci: 53 000 rozhodčí: Halil Umut Meler |

| 27. března 2023 20:45 |        |                     |                                                                |
| Černá Hora            | 0 : 2  | Srbsko              | City Stadium, Podgorica diváci: 9 831 rozhodčí: Clément Turpin |
|                       | Zpráva | 78', 90+6' Vlahović | City Stadium, Podgorica diváci: 9 831 rozhodčí: Clément Turpin |

| 17. června 2023 15:00 (16:00 UTC+3) |        |            |                                                                                      |
| Litva                               | 1 : 1  | Bulharsko  | Darius and Girėnas Stadium, Kaunas diváci: 14 230 rozhodčí: Jakob Alexander Sundberg |
| Girdvainis 15'                      | Zpráva | 27' Petkov | Darius and Girėnas Stadium, Kaunas diváci: 14 230 rozhodčí: Jakob Alexander Sundberg |

| 17. června 2023 18:00 |        |          |                                                                   |
| Černá Hora            | 0 : 0  | Maďarsko | City Stadium, Podgorica diváci: 6 761 rozhodčí: Jesús Gil Manzano |
|                       | Zpráva |          | City Stadium, Podgorica diváci: 6 761 rozhodčí: Jesús Gil Manzano |

| 20. června 2023 20:45 (21:45 UTC+3) |        |               |                                                               |
| Bulharsko                           | 1 : 1  | Srbsko        | Ludogorec Arena, Razgrad diváci: 6 700 rozhodčí: Craig Pawson |
| Despodov 47'                        | Zpráva | 90+6' Lazović | Ludogorec Arena, Razgrad diváci: 6 700 rozhodčí: Craig Pawson |

| 20. června 2023 20:45 |        |       |                                                               |
| Maďarsko              | 2 : 0  | Litva | Puskás Aréna, Budapešť diváci: 58 274 rozhodčí: António Nobre |
| Varga 32' Sallai 83'  | Zpráva |       | Puskás Aréna, Budapešť diváci: 58 274 rozhodčí: António Nobre |

| 7. září 2023 18:00 (19:00 UTC+3) |        |                        |                                                                               |
| Litva                            | 2 : 2  | Černá Hora             | Darius and Girėnas Stadium, Kaunas diváci: 11 328 rozhodčí: Mohammed Al-Hakim |
| Paulauskas 71' Černych 90+4'     | Zpráva | 78' Krstović 89' Savić | Darius and Girėnas Stadium, Kaunas diváci: 11 328 rozhodčí: Mohammed Al-Hakim |

| 7. září 2023 20:45  |        |                     |                                                                             |
| Srbsko              | 1 : 2  | Maďarsko            | Stadion Rajko Mitić, Bělehrad diváci: 6 924 rozhodčí: Juan Martínez Munuera |
| A. Szalai 10' (vl.) | Zpráva | 34' Varga 36' Orbán | Stadion Rajko Mitić, Bělehrad diváci: 6 924 rozhodčí: Juan Martínez Munuera |

| 10. září 2023 18:00       |        |             |                                                             |
| Černá Hora                | 2 : 1  | Bulharsko   | City Stadium, Podgorica diváci: 4 232 rozhodčí: Harm Osmers |
| Savić 45+1' Jovetić 90+6' | Zpráva | 79' Borukov | City Stadium, Podgorica diváci: 4 232 rozhodčí: Harm Osmers |

| 10. září 2023 20:45 (21:45 UTC+3) |        |                        |                                                                             |
| Litva                             | 1 : 3  | Srbsko                 | Darius and Girėnas Stadium, Kaunas diváci: 8 586 rozhodčí: Sascha Stegemann |
| Paulauskas 45'                    | Zpráva | 21', 32', 43' Mitrović | Darius and Girėnas Stadium, Kaunas diváci: 8 586 rozhodčí: Sascha Stegemann |

| 14. října 2023 18:00 (19:00 UTC+3) |        |                 |                                                                               |
| Bulharsko                          | 0 : 2  | Litva           | Národní stadion Vasil Levski, Sofie diváci: 6 916 rozhodčí: Giorgi Kruashvili |
|                                    | Zpráva | 45', 55' Širvys | Národní stadion Vasil Levski, Sofie diváci: 6 916 rozhodčí: Giorgi Kruashvili |

| 14. října 2023 20:45 |        |              |                                                                   |
| Maďarsko             | 2 : 1  | Srbsko       | Puskás Aréna, Budapešť diváci: 58 215 rozhodčí: François Letexier |
| Varga 20' Sallai 34' | Zpráva | 33' Pavlović | Puskás Aréna, Budapešť diváci: 58 215 rozhodčí: François Letexier |

| 17. října 2023 20:45 (21:45 UTC+3) |        |                                 |                                                                         |
| Litva                              | 2 : 2  | Maďarsko                        | Darius and Girėnas Stadium, Kaunas diváci: 5 349 rozhodčí: Juxhin Xhaja |
| Černych 20' Širvys 36'             | Zpráva | 67' (pen.) Szoboszlai 82' Varga | Darius and Girėnas Stadium, Kaunas diváci: 5 349 rozhodčí: Juxhin Xhaja |

| 17. října 2023 20:45       |        |             |                                                                         |
| Srbsko                     | 3 : 1  | Černá Hora  | Stadion Rajko Mitić, Bělehrad diváci: 25 884 rozhodčí: Szymon Marciniak |
| Mitrović 9', 74' Tadić 77' | Zpráva | 36' Jovetić | Stadion Rajko Mitić, Bělehrad diváci: 25 884 rozhodčí: Szymon Marciniak |

| 16. listopadu 2023 18:00 (19:00 UTC+2) |        |                             |                                                                            |
| Bulharsko                              | 2 : 2  | Maďarsko                    | Národní stadion Vasil Levski, Sofie diváci: 230 rozhodčí: Daniel Stefański |
| Delev 24' Despodov 78' (pen.)          | Zpráva | 10' Ádám 90+7' (vl.) Petkov | Národní stadion Vasil Levski, Sofie diváci: 230 rozhodčí: Daniel Stefański |

| 16. listopadu 2023 20:45 |        |       |                                                                   |
| Černá Hora               | 2 : 0  | Litva | City Stadium, Podgorica diváci: 3 647 rozhodčí: Artur Soares Dias |
| Kuč 3' Jovetić 48'       | Zpráva |       | City Stadium, Podgorica diváci: 3 647 rozhodčí: Artur Soares Dias |

| 19. listopadu 2023 15:00          |        |             |                                                                |
| Maďarsko                          | 3 : 1  | Černá Hora  | Puskás Aréna, Budapešť diváci: 59 600 rozhodčí: Danny Makkelie |
| Szoboszlai 66', 68' Á. Nagy 90+3' | Zpráva | 36' Rubežić | Puskás Aréna, Budapešť diváci: 59 600 rozhodčí: Danny Makkelie |

| 19. listopadu 2023 15:00 |        |                        |                                                                    |
| Srbsko                   | 2 : 2  | Bulharsko              | Stadion Dubočica, Leskovac diváci: 7 325 rozhodčí: Erik Lambrechts |
| Veljković 16' Babić 82'  | Zpráva | 59' Rusev 69' Despodov | Stadion Dubočica, Leskovac diváci: 7 325 rozhodčí: Erik Lambrechts |

## Disciplína
Hráč byl automaticky suspendován pro další zápas za následující přečiny:
- Obdržení červené karty (červená karta mohla být udělena pro různé přečiny)
- Obdržení třech žlutých karet ve třech různých zápasech, stejně tak pátá žlutá karta a dvě žluté karty v jednom zápase (suspendace nebyly přenášeny do baráže, závěrečného turnaje a následujících mezinárodních zápasů)

Následující suspendace byly uděleny při následujících kvalifikačních zápasech:
| Tým        | Hráč            | Suspendace                                                                                       | Suspendován pro zápas(y)              |
| ---------- | --------------- | ------------------------------------------------------------------------------------------------ | ------------------------------------- |
| Bulharsko  | Andrian Kraev   | proti Litvě (14. října 2023)                                                                     | proti Maďarsku (16. listopadu 2023)   |
| Bulharsko  | Valentin Antov  | proti Maďarsku (16. listopadu 2023)                                                              | proti Srbsku (19. listopadu 2023)     |
| Litva      | Justas Lasickas | proti Bulharsku (17. června 2023)                                                                | proti Maďarsku (20. června 2023)      |
| Černá Hora | Žarko Tomašević | proti Finsku v Lize národů UEFA 2022/2023 (26. září 2022)                                        | proti Bulharsku (24. března 2023)     |
| Černá Hora | Igor Vujačić    | proti Bulharsku (10. září 2023)                                                                  | proti Srbsku (17. října 2023)         |
| Černá Hora | Stefan Savić    | proti Bulharsku (24. března 2023) proti Maďarsku (17. června 2023) proti Srbsku (17. října 2023) | proti Litvě (16. listopadu 2023)      |
| Maďarsko   | Zsolt Kalmár    | proti Srbsku (14. října 2023)                                                                    | proti Litvě (17. října 2023)          |
| Maďarsko   | Miloš Kerkez    | proti Bulharsku (16. listopadu 2023)                                                             | proti Černé Hoře (19. listopadu 2023) |